# Вила Гранде (Кјети)
Вила Гранде је насеље у Италији у округу Кјети, региону Абруцо.
Према процени из 2011. у насељу је живело 534 становника. Насеље се налази на надморској висини од 137 м.